# گودریج (مینه‌سوتا)
گودریج، مینه‌سوتا (به انگلیسی: Goodridge, Minnesota) یک شهر در ایالات متحده آمریکا است که در شهرستان پنینگتن واقع شده‌است.

## خصوصیات
گودریج ۰٫۴۹ کیلومترمربع مساحت و ۱۳۲ نفر جمعیت دارد و ۳۵۷ متر بالاتر از سطح دریا واقع شده‌است.